# Josep Burch i Ventós
Josep Burch i Ventós (La Vall de Bianya, ca. 1863 - Girona, 1 de febrer de 1939) fou un sacerdot i escriptor català.

## Biografia
Va néixer al voltant del 1863 en la casa pairal coneguda com el «Mas Riba», que pertanyia al municipi de Sant Pere Despuig. Era fill d'Eusebi Burch i de Concepció Ventós.
L'any 1889 fou nomenat capellà coadjutor a Blanes i el 1891 fou traslladat a l'església de Sant Feliu de Girona. El 1897 obtingué el benefici residencial de la parròquia de Sant Esteve d'Olot. A la ciutat d'Olot formà part de la directiva del Centre Catòlic com a conciliari i fou director i col·laborador del setmanari catòlic El Deber, el qual defensava la unió de les dretes i criticava el naturalisme, les teories evolucionistes, el cinema, l'ensenyament laic, la piscina i altres idees considerades dissolvents o contràries a la moral catòlica.
A més de la seva contribució al periòdic olotí, Josep Burch va escriure alguns llibres i articles d'història i política relacionats amb el catolicisme i el carlisme, moviment en el qual va militar. Defensà el regionalisme i la col·laboració dels carlins amb altres partits catòlics. L'any 1919 es va traslladar a Badalona, on va ser breument redactor en el periòdic Monarquia Cristiana, però hi va deixar de col·laborar quan es produí l'Assemblea Tradicionalista de Badalona, partidària de Vázquez de Mella i Dalmacio Iglesias i de la política anticatalanista de la Unió Monàrquica Nacional.
Morí a Girona durant la Guerra Civil espanyola, l'1 de febrer de 1939, en el seu domicili del carrer Barcelona núm. 49, a causa d'un bombardeig de la ciutat.
El seu germà Joaquim Burch i Ventós († 1909) va ser alcalde de Capsec, i la seva germana Maria Pilar Burch i Ventós (1860-1930), superiora general de la Congregació de Filles de María Immaculada d'Olot.

## Obres
- Datos para la historia del tradicionalismo político durante nuestra Revolución (Barcelona, 1909)
- La voz de la Iglesia y la unión de los católicos (Olot, 1910)[18]
- Ideario del tradicionalista. Primer volumen. Artículos de varios autores (1922)[19]
- Ideario Neo-Tradicionalista (1923)[20]

### Articles
- Sobre política tradicionalista (La Revista Quincenal, n. 49, 1919)[21]
- Crisis del jaimismo (La Revista Quincenal, n. 54, 1919)[22]
- Magisterio de Balmes en política (La Revista Quincenal, n. 57, 1919)[23]